# Rostaing (entreprise)
 (décembre 2011).
Si vous disposez d'ouvrages ou d'articles de référence ou si vous connaissez des sites web de qualité traitant du thème abordé ici, merci de compléter l'article en donnant les références utiles à sa vérifiabilité et en les liant à la section « Notes et références ».
 (janvier 2024).
Pour les articles homonymes, voir Rostaing.
Rostaing est une entreprise française, spécialisée dans la fabrication de gants de protection pour l'industrie, le BTP, les pompiers et les forces de l'ordre notamment.

## Historique
Joseph Rostaing crée en 1789 une tannerie artisanale sur les bords du Toison. Il y fabrique du cuir végétal, dont il fait des chaussures destinées aux facteurs et aux militaires des armées napoléoniennes. À sa mort en 1830, il lègue la tannerie à son fils François Rostaing. Celui-ci maintient l'activité familiale malgré la crise économique qui suit la révolution et l'insurrection républicaine à Paris en 1848.
Joannès Rostaing, le petit-fils, perpétue la fabrication du cuir en suif. Ce cuir souple et gras est vendu aux bourreliers, pour la fabrication des courroies, guides, colliers et harnais pour les chevaux et les bœufs. 
En 1920, Léon Rostaing, l’arrière-petit-fils qui lui a succédé, développe le tannage végétal à l’écorce de chêne destiné aux semelles de chaussures. Les chausseurs de luxe et bottiers de Lyon, Paris et Cannes utilisent les semelles tamponnées « Tannerie Rostaing fondée en 1789 ». Cette activité prospère jusqu'en 1950 Pourtant à cette époque, la vétusté de l'outil freine la substitution de l'activité. 
Jean Rostaing, élève de l'École de tannerie de Lyon, rejoint l'entreprise familiale et développe en 1959 une nouvelle activité : la fabrication de gants de protection. Il fabrique les premiers gants en cuir de protection pour les métalliers et les chaudronniers dans les années 1960[source secondaire souhaitée]. Jean Rostaing crée le 1er groupement de sécurité pour protéger le travailleur des pieds à la tête. La SARL GPS regroupait Paraboot/VTN/Essilor/Rostaing. Ce groupement a fonctionné 50 ans, jusqu'en 2000.
En 1976, l'entreprise se lance sur le marché de gant de jardinage et bricolage. C'est aussi le moment des premières délocalisations de sa production (Tunisie, Maroc, puis le Vietnam).
En 1994, la branche vietnamienne, Rostaing VN, est créée par l'entreprise Rostaing et dirigée par Jacques Rostaing.
En 2006, Rostaing Vietnam ouvre une tannerie[source secondaire souhaitée]. Une quatrième usine de production voit le jour.
En parallèle, Rostaing continue de créer, dont les premiers gants chauffants pour les travailleurs en chambres froides, alimenté par un circuit imprimé dans les fibres textiles.
Jean Rostaing, quitte son poste de Pdg en 2013, poste qu'il occupait depuis 1950. Son fils, Stéphane, directeur général de l'entreprise depuis 2003, reprend l'entreprise.
La réorientation commerciale vers le gant technique[source secondaire souhaitée] permet à la société de s'ouvrir sur de nouveaux marchés du bâtiment, militaire, pompiers et sport et loisirs. 
En 2014, la société Rostaing est reprise par la holding Rostaing Croissance[source secondaire souhaitée] dont les actionnaires principaux sont Stéphane Rostaing (80 %) et Catherine Brazier-Rostaing (20 %). La filiale vietnamienne est devenue propriété de Jacques Rostaing sous le nom de JR France Group[source secondaire souhaitée].

### Récompenses
- Trophée d’Or du meilleur fournisseur décerné par la distribution (2011)[2]
- Trophée d’Or écotrophées pour la gamme en cuir végétal et coton équitable Max Havelaar dans la catégorie « Jardin » (2011)[3]